# Леканороміцети
Леканороміцети (Lecanoromycetes) — найбільший клас аскомікотових грибів, що утворюють симбіотичні комплекси з водоростями та ціанобактеріями — лишайники.

## Класифікація
Нараховує 13500 видів і є класом грибів з найбільшим таксономічним багатством[джерело?]. Близько 90 % усіх лишайників належать до леканороміцетів.

## Будова
Мають різноманітну форму. Характерною ознакою леканороміцетів є наявність аск (органи статевого спороношення) та апотецій (рідше перитеції). Аски унітунікатні, леканорового типу[прояснити]. Покриви аскоспор утворюються з мембран навколоядерного мішка. Утворюють симбіоз із великою кількістю водоростей з родів Asterochloris, Coccomyxa, Dictyochloropsis, Trebouxia, Trentepohlia, Phycopeltis та ціанобактерій Calothrix, Nostoc, Scytonema, Stigonema.

## Галерея

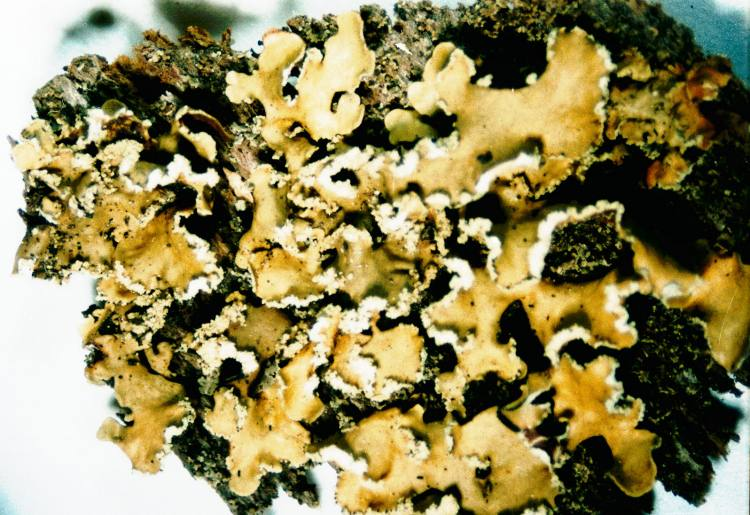
Аллоцетрарія Океза (Allocetraria oakesiana)
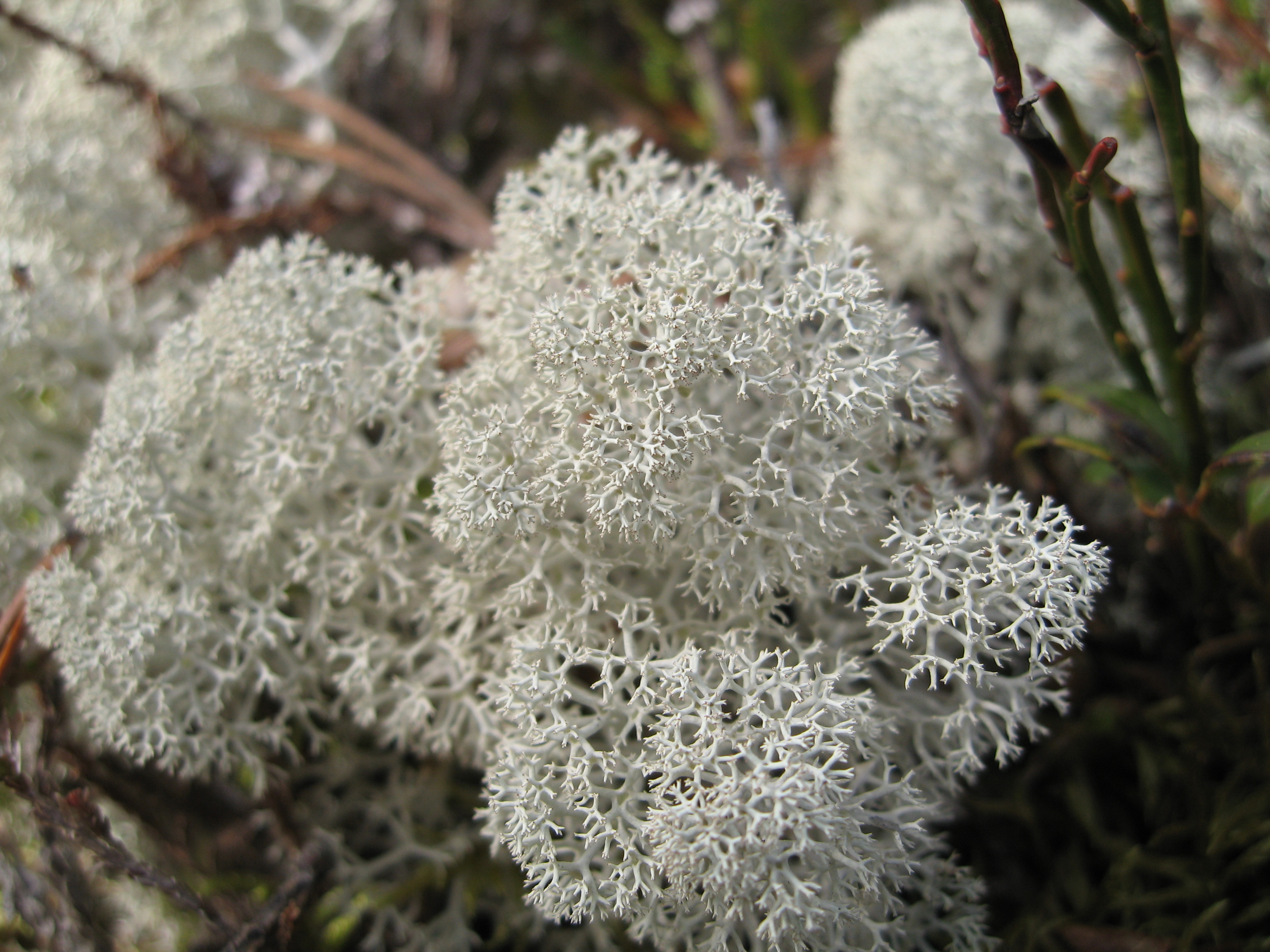
Кладонія зірчаста (Cladonia stellaris)
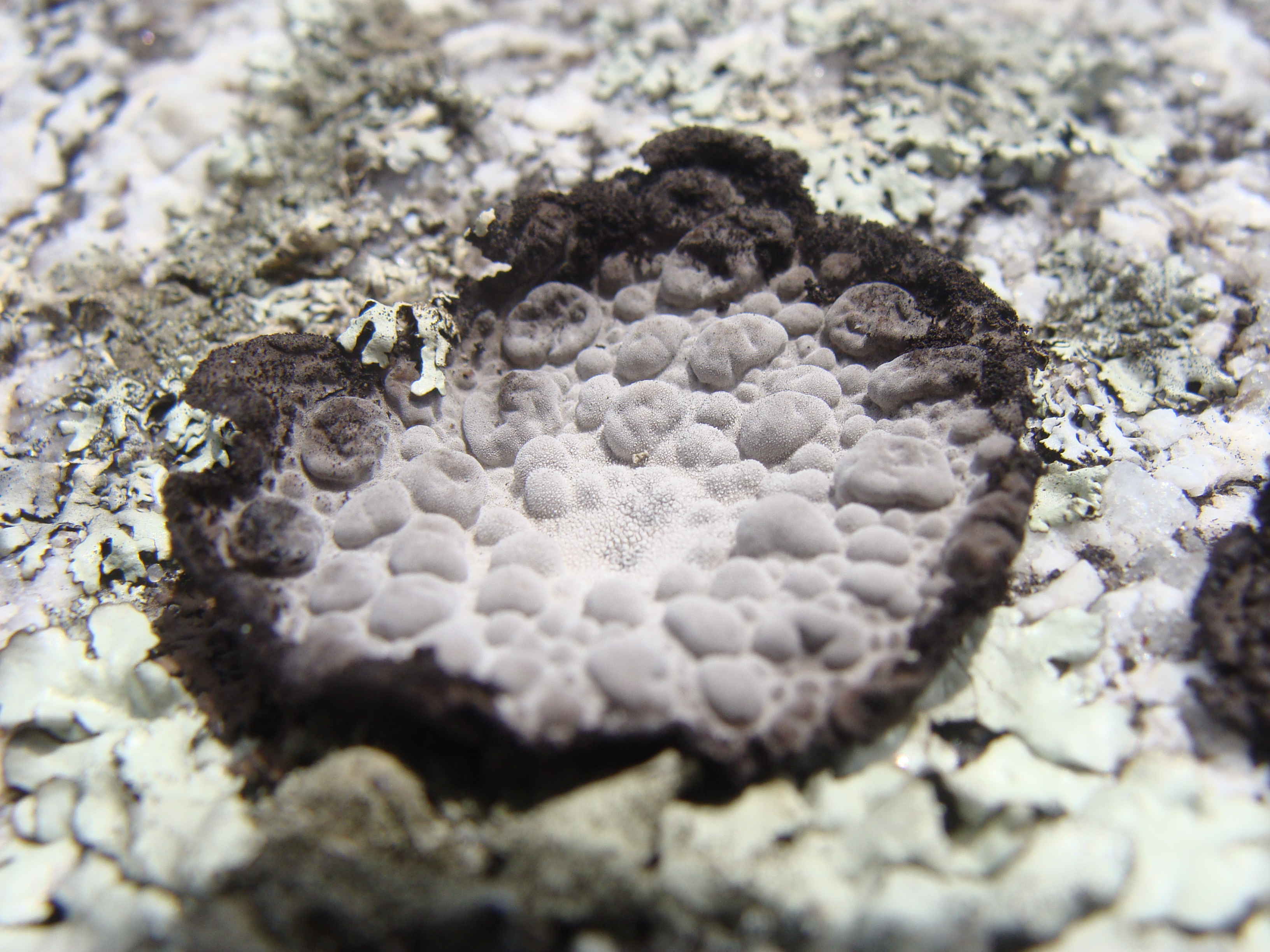
Ласалія пухирчаста (Lasallia pustulata)
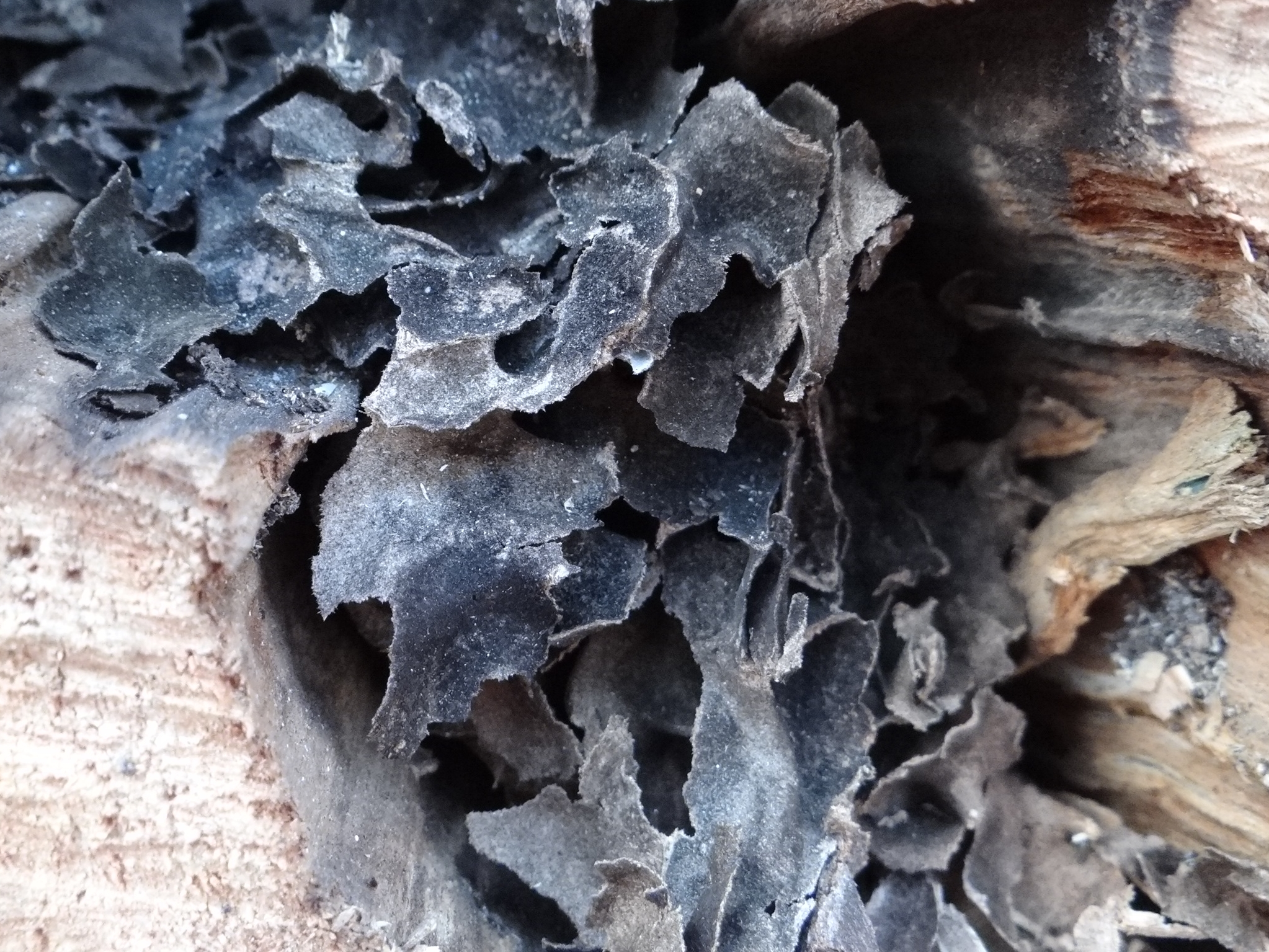
Лептогіум насічений (Leptogium saturninum)
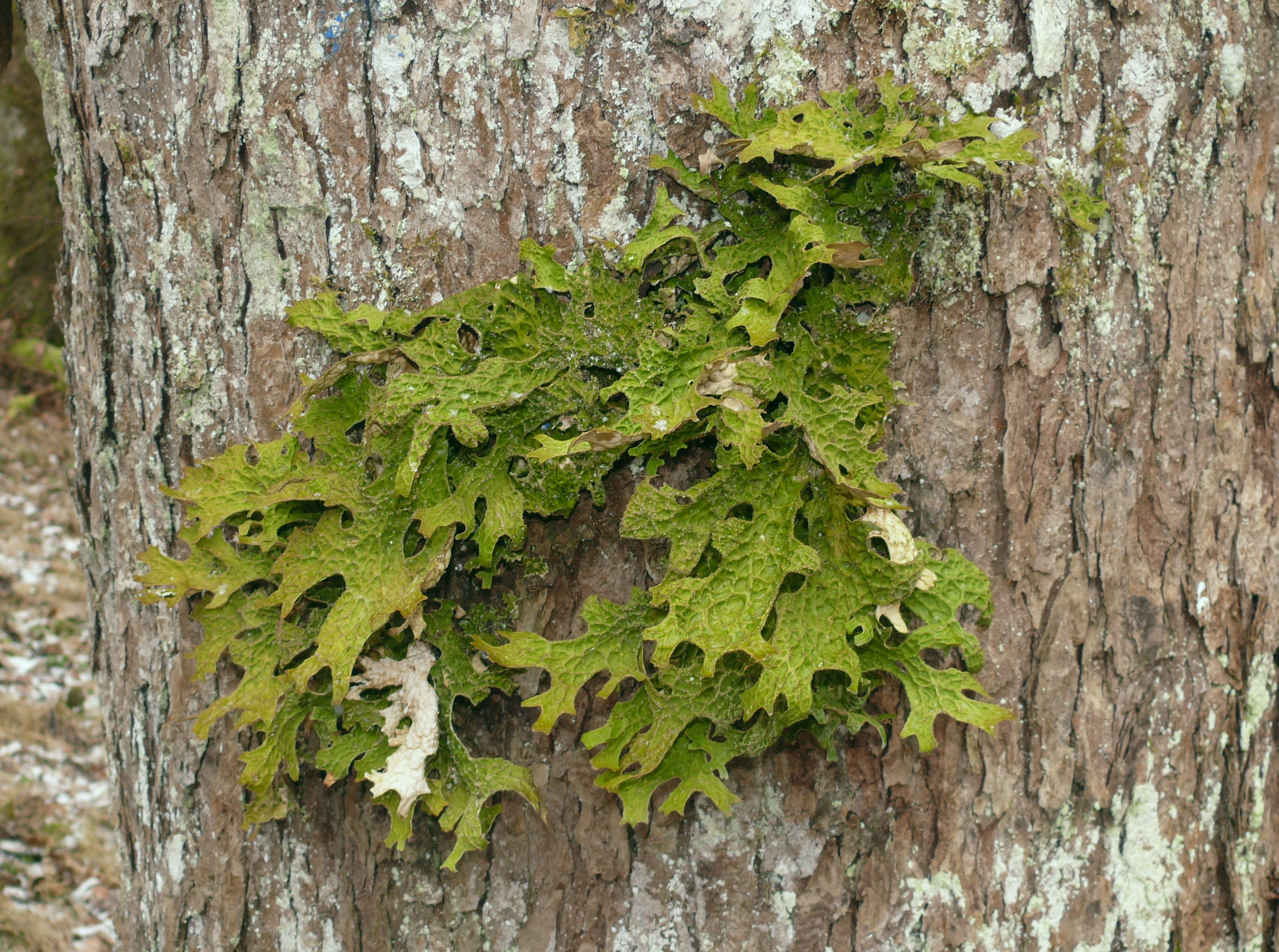
Лобарія легеневоподібна (Lobaria pulmonaria)
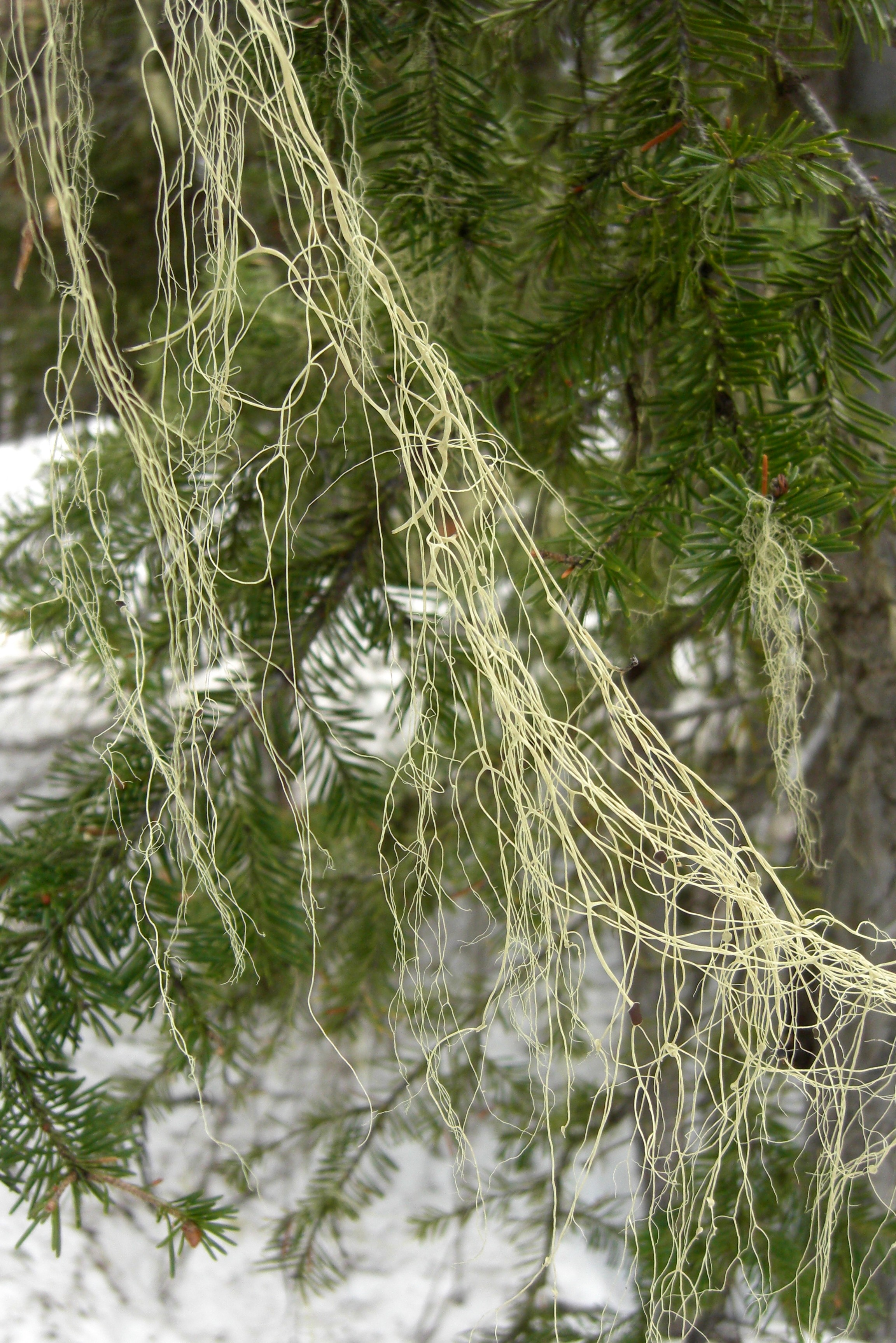
Алекторія паросткова (Alectoria sarmentosa)